# Мураццано
Мураццано (італ. Murazzano, п'єм. Murassan) — муніципалітет в Італії, у регіоні П'ємонт,  провінція Кунео.
Мураццано розташоване на відстані близько 470 км на північний захід від Рима, 75 км на південь від Турина, 39 км на схід від Кунео.
Населення — 842 особи (2014).
Покровитель — Святий Лаврентій. Мураццано згадується в романі Беппе Феноліо "Партизан Джонні".
Він також відомий завдяки виробництву однойменного сиру PDO.

## Демографія
Населення за роками:

Станом на 1 січня 2023 року в муніципалітеті офіційно проживало 207 іноземців з 32 країн, серед них 99 громадян країн Євросоюзу та 1 громадянин України.

## Сусідні муніципалітети
- Бельведере-Ланге
- Бонвічино
- Боссоласко
- Клавезана
- Ільяно
- Марсалья
- Момбаркаро
- Парольдо
- Сан-Бенедетто-Бельбо
- Торрезіна